# Матча
Матча (на японски: 抹茶) е фино смлян прах от специално отгледани и преработени листа от зелен чай. Консумира се традиционно в Източна Азия. Чаените листа, използвани за направата на матча, се отглеждат под сянка в продължение на 3 – 4 седмици преди събирането на реколтата. Докато расте под сянка, чаеното растение (Camellia sinensis) произвежда повече кофеин и теанин. Прахът на матчата се консумира по различен начин от чаените листа или пакетчетата чай, тъй като се разтваря в течност, най-често вода или мляко.
Традиционната японска чаена церемония се фокусира върху приготвянето, сервирането и пиенето на матча като горещ чай и въплъщава духовността. В днешно време матча се използва и за овкусяване на различни храни и напитки като например мочи, соба, сладолед, лате и уагаши. Обикновено за церемониите се използва матча с по-високо качество макар да не съществуват стандартни изисквания. Чаените растения се отглеждат 40 години преди да започне събирането на листата.

## История
Матчата произлиза от Китай (династията Тан) и е донесена в Япония през 1191 г. Така производството на матча започва да се преплита с историята на японската чаена церемония и Дзен будизма през следващите 400 години. Традиционният център за отглеждане на чай за матча е регионът около Киото.